# Phép đồng cấu
Trong đại số, phép đồng cấu là một ánh xạ bảo toàn cấu trúc giữa hai cấu trúc đại số cùng loại (chẳng hạn như hai nhóm, hai vành, hoặc hai không gian vectơ). Từ đồng âm xuất phát từ tiếng Hy Lạp Cổ đại: ὁμός (homos) có nghĩa là "giống nhau" và μορφή (morphe) có nghĩa là "hình thức" hoặc "hình dạng". Tuy nhiên, từ này đã được đưa vào toán học do một bản dịch (sai) từ tiếng Đức ähnlich có nghĩa là "tương tự" với ὁμός nghĩa là "giống nhau". Thuật ngữ "đồng cấu" xuất hiện sớm nhất từ năm 1892, bởi nhà toán học người Đức Felix Klein (1849–1925).
Phép đồng cấu của không gian vectơ còn được gọi là ánh xạ tuyến tính, và việc nghiên cứu của chúng là đối tượng trong môn học đại số tuyến tính.
Một đồng cấu cũng có thể là một phép đẳng cấu, một tự đồng cấu, một tự đẳng cấu, vân vân. Mỗi một trong số đó có thể được định nghĩa theo một cách nào đó mà tổng quát hóa cho bất kỳ loại hình thái nào.

## Định nghĩa
Phép đồng cấu là một ánh xạ giữa hai cấu trúc đại số cùng loại, bảo toàn các phép toán của cấu trúc. Điều này có nghĩa là một ánh xạ {\displaystyle f:A\to B} giữa hai tập {\displaystyle A}, {\displaystyle B} được trang bị cùng một cấu trúc thoả mãn, nếu {\displaystyle \cdot } là một phép toán của cấu trúc (để đơn giản hóa, ta giả sử nó là một phép toán hai ngôi), khi đó
{\displaystyle f(x\cdot y)=f(x)\cdot f(y)}
cho mọi cặp {\displaystyle x}, {\displaystyle y} trong các phần tử của {\displaystyle A}. Ta thường nói rằng {\displaystyle f} bảo toàn phép toán hoặc tương thích với phép toán.
Về mặt hình thức, một ánh xạ {\displaystyle f:A\to B} bảo tồn phép toán {\displaystyle \mu } của ngôi k, được xác định trên cả hai {\displaystyle A} và {\displaystyle B} nếu
{\displaystyle f(\mu _{A}(a_{1},\ldots ,a_{k}))=\mu _{B}(f(a_{1}),\ldots ,f(a_{k})),}
với mọi {\displaystyle a_{1},...,a_{k}} trong {\displaystyle A}.
Các phép toán phải được bảo toàn bởi phép đồng cấu bao gồm các phép toán 0-ary, đó là các hằng số. Đặc biệt, khi cấu trúc yêu cầu phải bao gồm một phần tử đơn vị, phần tử đơn vị của cấu trúc đầu tiên phải được ánh xạ tới phần tử đơn vị tương ứng của cấu trúc thứ hai.

## Trích dẫn
1. ↑  Fricke, Robert (1897–1912). Vorlesungen über die Theorie der automorphen Functionen. B.G. Teubner. OCLC 29857037.
2. ↑  See:
  - Ritter, Ernst (1892). "Die eindeutigen automorphen Formen vom Geschlecht Null, eine Revision und Erweiterung der Poincaré'schen Sätze" [The unique automorphic forms of genus zero, a revision and extension of Poincaré's theorem]. Mathematische Annalen (bằng tiếng Đức). Quyển 41. tr. 1–82. doi:10.1007/BF01443449. S2CID 121524108. From footnote on p. 22:  "Ich will nach einem Vorschlage von Hrn. Prof. Klein statt der umständlichen und nicht immer ausreichenden Bezeichnungen:  "holoedrisch, bezw. hemiedrisch u.s.w. isomorph" die Benennung "isomorph" auf den Fall des holoedrischen Isomorphismus zweier Gruppen einschränken, sonst aber von "Homomorphismus" sprechen, … " (Following a suggestion of Prof. Klein, instead of the cumbersome and not always satisfactory designations "holohedric, or hemihedric, etc. isomorphic", I will limit the denomination "isomorphic" to the case of a holohedric isomorphism of two groups; otherwise, however, [I will] speak of a "homomorphism", …)
  - Fricke, Robert (1892). "Ueber den arithmetischen Charakter der zu den Verzweigungen (2,3,7) und (2,4,7) gehörenden Dreiecksfunctionen" [On the arithmetic character of the triangle functions belonging to the branch points (2,3,7) and (2,4,7)]. Mathematische Annalen (bằng tiếng Đức). Quyển 41. tr. 443–468. doi:10.1007/BF01443421. S2CID 120022176. From p. 466: "Hierdurch ist, wie man sofort überblickt, eine homomorphe*) Beziehung der Gruppe Γ(63) auf die Gruppe der mod. n incongruenten Substitutionen mit rationalen ganzen Coefficienten der Determinante 1 begründet." (Thus, as one immediately sees, a homomorphic relation of the group Γ(63) is based on the group of modulo n incongruent substitutions with rational whole coefficients of the determinant 1.)  From footnote on p. 466:  "*) Im Anschluss an einen von Hrn. Klein bei seinen neueren Vorlesungen eingeführten Brauch schreibe ich an Stelle der bisherigen Bezeichnung "meroedrischer Isomorphismus" die sinngemässere "Homomorphismus"."  (Following a usage that has been introduced by Mr. Klein during his more recent lectures, I write in place of the earlier designation "merohedral isomorphism" the more logical "homomorphism".)